# Bezistan de Gazi Husrev-bey
Le bezistan de Gazi Husrev-bey est un marché situé en Bosnie-Herzégovine, sur le territoire de la Ville de Sarajevo. Cet ensemble urbanistique, qui remonte à 1555, est inscrit sur la liste des monuments nationaux de Bosnie-Herzégovine.
Le bezistan est situé dans le quartier de Baščaršija.

## Localisation
L'ensemble des installations du Bey Gazi Husrev (1480-1541) est situé dans le quartier de Baščaršija, dans le Vieux Sarajévo.